# やまさきりゅう
やまさき りゅう（1998年6月13日 - ）は、日本の男性YouTuber。アニメやライトノベルなどを主に取り扱っている。京都府京都市在住。

## 概要
動画としては、毎月1回投稿を行っている「新作おすすめ」で新作のライトノベルの見どころなどを紹介したり、「注目ラノベ紹介」で刊行予定のライトノベルについて語ったり、ライトノベル作品などの聖地巡礼を行ったりしている動画などを投稿している。
『らのすぽベストセレクション2020』の結果発表では作品解説として出演している。
ラノベ・アニメYouTuberとして二語十の『探偵はもう、死んでいる。』や、丈月城の『異世界、襲来』などの作品への推薦コメントも書いている。
YouTubeチャンネル「オタク大学生の日常」ではカドタ、さいとうとともに（現在はチャンネル「やまさきりゅう」のサブチャンネル化している）、チャンネル「ぼくらのラノベ・ステーション」ではYouTuberのゆきともとともに活動している。

## 来歴
2018年6月、YouTubeで動画を初投稿する。翌年6月より、友人のかどたりょうに手伝って貰う形で、チャンネル運営を本格化させた。同年10月に登録者1万人、2021年1月に4万人を突破している。

## 人物
かつては活字が苦手だったものの、高校時代には自身が好きだったアニメから原作のライトノベルも読むようになった。大学2年生に上がる頃には多くのライトノベルを読むようになり、その後2年間で1000冊以上は読破したと話している。